# デイヴィッド・ケイ (法学者)
デイヴィッド・ケイ（英語: David Kaye）は、アメリカ合衆国の法学者、カリフォルニア大学アーバイン校教授。デビッド・ケイ、デービッド・ケイと表記されることもある。

## 来歴
カリフォルニア州ロサンゼルス出身。1990年、カリフォルニア大学バークレー校法学部卒業。ファイ・ベータ・カッパ（成績最優秀者の友愛会）所属。
1992年の上半期、国際人権局特別特派員として、旧ソ連のモスクワ、ドゥシャンベ、アルマトイ、ビシュケク、タシケントで前政権と比較し、変化する政治制度影響の調査、分析、報告を担当。
1995年から弁護士として法律事務所に勤務。2001年の1年間、アメリカ合衆国国務省特別補佐官の法律顧問を担当。2002年からハーグの在オランダ大使館の副法律顧問を2005年迄担当。
其れと平行し、2002年にジョージタウン大学ローセンターロースクールの准教授として、国際人道法セミナーを担当。2005年の秋から、カリフォルニア州オレンジ郡コスタメサウィッター・ロー・スクール、の助教授として訪問授業を2007年夏まで担当。
2012年の夏、カリフォルニア大学アーバイン校にて国際人権法や国際人道法の教鞭に立っている。2014年8月から、国際連合の言論の自由・表現の自由に関する国連特別報告者の任に就いていた（2020年7月限りで退任、後任はアイリーン・カーン）。

## 活動
- アメリカ国際法学会（英語版）会員 「ASIL Insights」共同編集者、（2009年から2013年）、執行理事会（2010年から2013年）、エグゼクティブ委員会（2010年から11年）、プログラム委員、2010、2013年の年次総会、2011年の中間年会
- シリアの市民社会と民主主義センター、諮問委員会
- 外交問題評議会会員[1]
- 国連特別報告者として、
  - 2016年4月、民主党政権下の2011年3月に菅第2次改造内閣に出された招待状によって2015年以来ぶりに派遣された。日本に滞在し、同国における報道の自由について懸念を表明した[4][6]。
  - 2017年4月には、ハンガリー議会が採択したブダペストの中央ヨーロッパ大学に関する法律について「学問及び表現の自由を侵害する可能性がある」として再検討の必要性を主張した[7][8]。この声明は、「平和的集会および結社の自由」に関する国連特別報告者であるMaina Kiaiと「文化的権利」に関する国連特別報告者であるKarima Bennoune[9] も支持している[8]。

## 国連特別報告者提言に関する反応

### 2016年日本に対する提言について
批判
1. ケイが国連人権理事会にて演説及び提出した報告書の中に、沖縄の普天間基地移設反対に関する抗議活動へのデモ規制を問題視する内容があることについて、「琉球新報、沖縄タイムスを正す県民・国民の会」代表運営委員の我那覇真子は「（ケイ氏は）私のレポートは沖縄がメインではなく、一部に過ぎない－と前置きをしていて今回の調査では沖縄に行っていないし、これからも行く予定はないと答えていました」と主張し、産経新聞は「きちんとした調査は行われていなかった可能性が高い」と書いている[10][11]。
2. 「不当な日本批判を正す学者の会」の事務局長で大阪市立大学名誉教授の山下英次は、ケイの報告について、「外国人を含め日本に住むほとんどの人にとって、現実と大きくかけ離れている」「国内外の一握りの過激な『反日』論者の影響を強く受けているようだ」として、国連人権理事会に対し、ケイの報告を受理しないよう要求している[12]。
3. 自由民主党衆議院議員の長尾敬は、ケイが2016年6月に訪日した際、他の数人の議員と共に面会し、特定秘密保護法の詳細や沖縄における法執行の現状などについて説明をおこなった。長尾は、ケイが説明に対し、日本では言論・表現の自由が高いレベルで保障されていると評していたとして、報告書の厳しい対日批判の文章との乖離には違和感を覚えると述べた。また、ケイが沖縄を訪れた経験が無いことが判ったとして、現地調査をおこなわずに他者の意見をそのまま報告書に書いたのではないかと疑問を呈した[13]。
4. 2017年6月2日、上智大学での会見で、報告書の作成にあたって情報の取捨選択や解釈について野党や市民団体の見解に偏重した可能性を聞かれると「ない」と否定し、同日の自民党の会合で、共産党の見解との近さを指摘されると「共産党に知り合いはいない」と述べた[14]。また2019年6月にも日本メディアの独立性を懸念する新たな報告書をまとめ、「批判的なジャーナリストへ政府関係者の圧力がある」と指摘し、「政府記者会見における特定のジャーナリストの質問」への政府側対応を圧力の具体例に挙げた。記者・社名は伏せられている[15]。

批判に対する反論など
1. フランスの雑誌[16]『ル・ポワン』によると、日本からのケイの報告への批判に対し、ケイが報告にあたり証拠を出しているにもかかわらず、日本の国連大使が「報告は不正確」・「嘘つき」呼ばわりしたことに対し、日本の主張を証明する証拠があるのであれば、それらを提出することが日本に求められているにもかかわらずしていないとしている[17][信頼性要検証]。
2. イギリスの週刊誌「エコノミスト」は、ケイの報告に関する日本の批判について、ほとんどの国は拘束力のない国連特別報告者の提言については受け止めたことを示した上で提言自体には対応せずに流したり無視しているにもかかわらず、日本はジョセフ・カナタチの共謀罪審議の際の提言やマオド・ド・ブーア＝ブキッキオの児童売春に関する報告や難民受け入れ人数の少なさに対する国連からの非難の件も含め、提言や批判を攻撃のように受け止めて、公に総理大臣が反論したり、担当大臣が面会を拒否したり、保守系全国新聞が報告草案をリークしたりと、反応が過剰であると論評し、東京大学の情報学教授である林香里は、日本は外国からの批判に対して劣等感があり、外国人が日本の事情を理解していないと反発するばかりで正当に事情を説明することができず、報告したケイを敵のように扱い、「不当な日本批判を正す学者の会」にしても傍観者として非難するだけで、同じ場に立って議論を尽くそうとはしないと講評したと報道している[18]。
3. また、ジャーナリスト保護委員会の常務理事であるジョエル・サイモン(Joel Simon)は、ケイの報告書を引き合いに出し、充分に検証され配慮を持って批判された報告書に対して反発するばかりの現政権（報告時）の元での日本の報道の自由には憂慮すべき現実があるとし、通常ジャーナリストたちが報道の自由を侵害されようとしたら団結して闘うものであるのに、日本の場合は政権への忠誠心が重視され、その上で与えられる特権に安穏としており、このようなメディアの側にも問題があるとしている[19]。